# Influenzavirus A subtipo H1N1
El influenza virus A subtipo H1N1, más conocido como A H1N1 humana, es una especie de influenzavirus tipo A del virus de la gripe, perteneciente a la familia de los Orthomyxoviridae.
El H1N1 ha mutado en diversos subtipos que incluyen la gripe española (la de mayor fatalidad en los humanos pero ya extinta), la gripe porcina, la gripe aviar y la gripe bovina. La cepa mantiene su circulación después de haber sido reintroducida por la población humana en los años 1970 (Gripe rusa de 1977).
Los virus de influenza porcina son comúnmente del subtipo H1N1 aunque también circulan otros (H1N2, H3N1, H3N2). Los cerdos también pueden infectarse con virus de influenza aviar, con virus de influenza humana estacional, así como con virus de influenza porcina. Se cree que el virus porcino H3N2 fue la enfermedad más simple y que fue introducido originalmente a los cerdos por los humanos. Algunas veces los cerdos pueden ser infectados con más de un tipo de virus al mismo tiempo, y esto puede ocasionar que los genes de estos virus se mezclen. Esto puede dar como resultado un virus de influenza que contiene genes de varias fuentes. Aunque los virus de influenza porcina normalmente son específicos de esa especie y solamente infectan cerdos, en algunas ocasiones logran pasar la barrera ínter-especie y causar enfermedad en humanos.
Cuando se comparó el virus de 1918 con el actual, el virólogo estadounidense Jeffery Taubenberger descubrió que únicamente hubo alteraciones en entre 25 a 30 aminoácidos de los 4400 que componen el virus. Estos ligeros cambios pueden convertir al virus en una enfermedad que se puede transmitir de persona a persona.
Actualmente, existen algunas mutaciones del virus H1N1 en la vida común y silvestre, causando al menos la mitad de infecciones de gripe ocurridas durante el año 2006.
Desde mediados de marzo de 2009, al menos 900 casos mortales han ocurrido en toda Europa y América por la pandemia de una cepa novedosa de H1N1, al menos otras 1000 muertes en México aún no están oficialmente confirmadas como casos de influenza H1N1, en el año 2013 y 2014 el gobierno de México dio la noticia de los nuevos casos de esta cepa del virus. También en el año 2016, se detectaron casos de influenza H1N1 en México. La situación al 14 de junio del 2009 registrada por la OMS es de 29 669 casos confirmados de gripe provocada por la nueva cepa del virus H1N1 y cientos de casos mortales en total a nivel mundial. Haciendo un seguimiento diario de los últimos datos publicados por la OMS, el número de pacientes declarados se dobla cada día en distintos países.

Diversos tipos de virus influenza en seres humanos. Los cuadros sólidos muestran la aparición de nuevas cepas, causantes de pandemias de influenza recurrentes. Las líneas punteadas indican la falta de certeza en la identificación de cepas.

## Nomenclatura
Los Influenzavirus tipo A están categorizados de acuerdo con las dos proteínas que se encuentran en la superficie del virus: hemaglutinina (H) y neuraminidasa (N). Todos los virus de influenza contienen hemaglutinina y neuraminidasa, pero la estructura de las proteínas difiere de cepa a cepa debido a una rápida mutación genética en el genoma viral.
Las cepas del virus Influenza A tienen asignadas una nomenclatura basada en la estructura "H-Número" y "N-Número" según qué variantes de estas dos proteínas contienen. Hay 16 subtipos "H" y 9 subtipos "N" conocidos en aves, pero solo 3 "H" y 2 "N" se encuentran por lo general en humanos.

## Fisiopatología

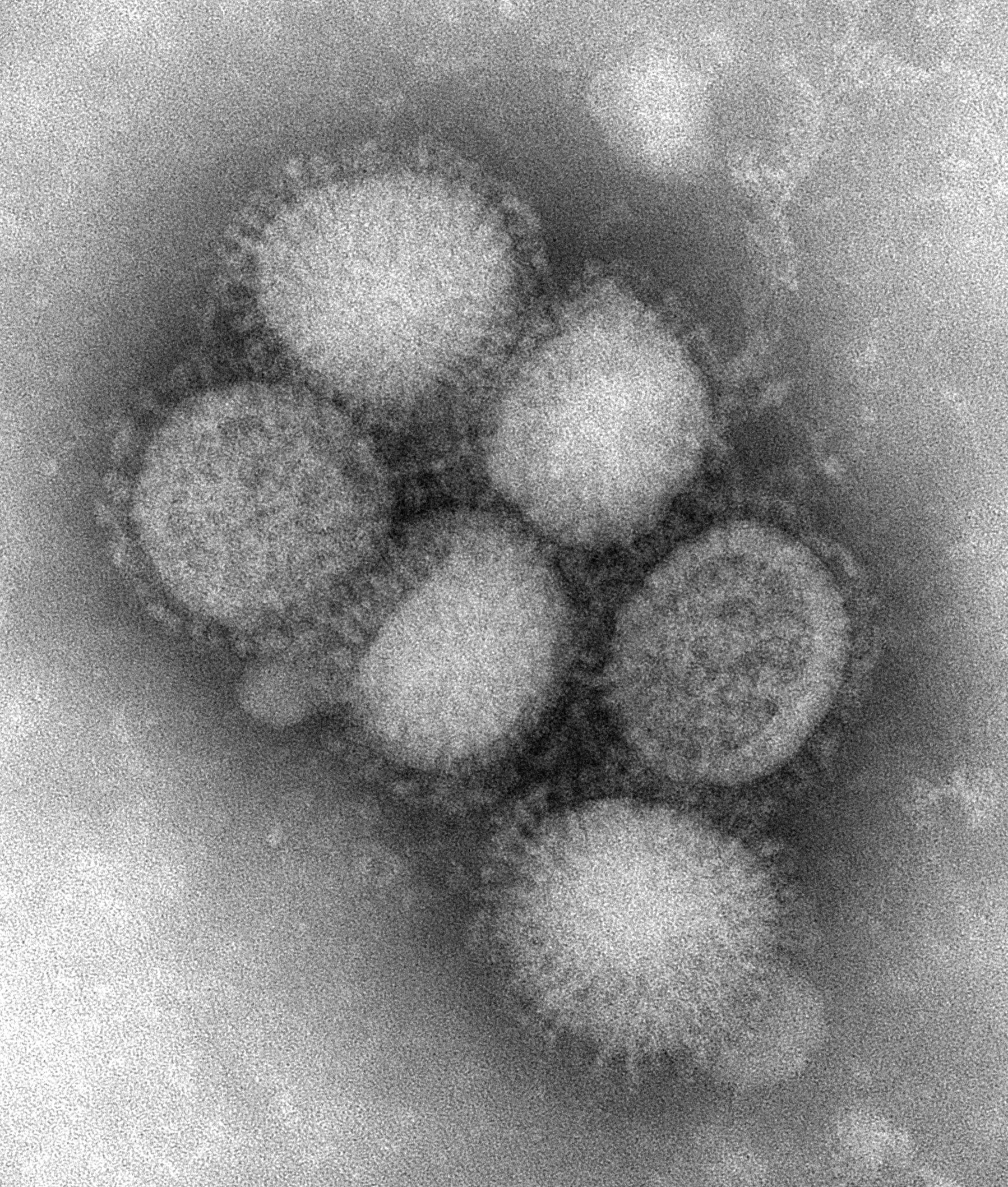
Imagen de microscopía electrónica del virus H1N1. Estos virus tienen aproximadamente 80–120 nanómetros de diámetro.

Los virus de influenza se enlazan mediante hemaglutinina en residuos de azúcares de ácido siálico en las superficies de las células epiteliales; típicamente en la nariz, garganta y pulmones de mamíferos o en el intestino de las aves.

### Sintomatología

En la mayoría de los casos, la infección por el subtipo H1N1 se manifiesta de forma similar y con síntomas clásicos a cualquier otro caso de infección por gripe común (influenza de tipo A), como aumento de secreción nasal, tos, dolor de garganta, fiebre alta (mayor a 38 °C), malestar general, pérdida del apetito, dolor en los músculos, dolor en las articulaciones, vómitos, diarrea y, en casos de mala evolución, desorientación y pérdida de la conciencia.
La diferencia radica en que el subtipo H1N1 es capaz de expresarse ocasionalmente de modo mortífero, aunque dichos casos son estadísticamente regulares (rondando el 0,45 % aproximadamente del total de afectados).
Siempre existirá un subgrupo de personas en que la infección por el subtipo H1N1 se manifiesta más agresivamente (debido a un sistema inmunitario suprimido) y en el que se llega a contraer neumonía.
Existen numerosos casos reportados de encefalomielitis miálgica aguda diseminada (ADEM) relacionados directamente con el H1N1.(https://pubmed.ncbi.nlm.nih.gov/20934122/)
(https://www.besjournal.com/fileSWYXYHJKX/journal/article/swyxyhjkx/2010/4/PDF/bes201004012.pdf)

### Grupos de población más vulnerables
Entre los grupos poblacionales más vulnerables a la influenza tipo A subtipo H1N1 se encuentran:
- En general, personas en los extremos de edad como niños entre 6 meses a 4 años y mayores de 65 años.
- Pacientes con afecciones crónicas de los sistemas pulmonar y cardiovascular.
- Pacientes con enfermedades metabólicas e insuficiencia renal.
- Niños o adolescentes que están bajo terapia prolongada con ácido acetilsalicílico (aspirina).
- Pacientes con inmunodeficiencia o bajo tratamiento inmunosupresor.
- Embarazadas que estén cursando su 2º - 3º trimestre de gestación.
- Niños en estado de riesgo como nacidos prematuros, especialmente aquellos con peso menor a 1500 gramos.

### Prevención
Para prevenir esta gripe se han recomendado varias medidas: 
- Evitar el contacto directo con las personas enfermas o que tengan fiebre y tos.
- Lavarse las manos con agua tibia y jabón entre 10 y 20 segundos de manera frecuente. Lavarse también entre los dedos, y por último el pulso o la muñeca.[10]
- Como alternativa, puede usar alcohol en gel o líquido para desinfectar.
- Tratar de no tocarse la boca, nariz y ojos.
- Taparse la boca y la nariz al estornudar o toser con un pañuelo descartable, o si no tuviera, con el pliegue del codo.
- Usar mascarillas o tapabocas, recordando que tienen un determinado tiempo de uso.

### Tratamiento
Se dispone de tratamientos para la gripe antivirales como oseltamivir y zanamivir, utilizados en aquellos pacientes con factores de riesgo de complicaciones. Estos medicamentos reducen la capacidad de multiplicación del virus, aliviando los síntomas.
Los antibióticos están indicados como tratamiento para la gripe solo en caso de producirse complicaciones por infecciones bacterianas.
Al no existir posibilidades directas de actuación sobre el virus o los mecanismos de transmisión, la medida de profilaxis de la gripe es la vacunación. Actualmente se dispone de vacunas inactivadas utilizadas habitualmente en todo el mundo y vacunas atenuadas que todavía están en fase experimental. Las vacunas inactivadas que circulan en la actualidad corresponden a tres tipos antigénicos principales de virus de la gripe: los A (H1N1), A (H3N2) y B.

### Pruebas de Diagnóstico
Directos:
- Cultivo (gold standard)
- Rápidos (detección de AG virales)
  - ELISA
  - IF
  - IC
- Detención de ácidos nucleicos
  - PCR
  - RT-PCR

Indirectos:
- Serología